# Rhea Perlman
Rhea Jo Perlman (ur. 31 marca 1948 w Nowym Jorku) – amerykańska aktorka filmowa i telewizyjna.
Grała główne role w serialach Zdrówko (1982–1993) oraz Perła (1996–1997). Za role Carli Tortelli w sitcomie Zdrówko była 6 razy nominowana do nagrody Złotego Globu (w 1985, 1987, 1988, 1989, 1990 i 1992) oraz 10 razy do nagrody Emmy, z czego 4 razy udało jej się zdobyć tą statuetkę; w 1984, 1985, 1986 i 1989.
Jest żoną Danny’ego DeVito. Są małżeństwem od 1982; mają troje dzieci: Lucy (ur. 1983), Grace (ur. 1985) i Jake (ur. 1987).

## Filmografia
Filmy:
- Dziecko miłości (1982) jako June Burns
- Ważniak (1984) jako Francine Kester
- Kłopotliwy nieboszczyk (1990) jako Mavis
- Szkolne świrusy (1992) jako panna Simpson
- Jedziemy do babci (1992) jako Shirley
- Brudne pieniądze (1992) jako Lydia Nunn
- Opowieść o dinozaurach (1993) – matka Bustera (głos)
- Operacja Bekon (1995) jako Honey
- Bajzel na kółkach (1996) jako Emma
- Matylda (1996) jako Zinnia Wormwood
- Czarodziejka (1996) jako Phyllis Saroka
- Bolesna tajemnica (2000) jako dr Parella
- Jak poślubić miliarderkę (2000) jako Jackie Kennedy
- Beethoven 6 – Wielka ucieczka (2008) jako Patricia

Seriale telewizyjne: 
- Zdrówko (1982–1993) jako Carla Tortelli
- Niesamowite historie (1985–1987) jako Lois (gościnnie)
- Szaleję za tobą (1992–99) jako Ramona (gościnnie)
- Frasier (1993–2004) jako Carla Tortelli (gościnnie)
- Perła (1996–97) jako Perła Caraldo
- Ally McBeal (1997–2002) jako dr Helen Tooth (gościnnie)
- Jak pan może, panie doktorze? (1998–2004) jako dr Katherine Simmons (gościnnie)
- Prawo i porządek (1999–2010) jako Roxana Fox (gościnnie)
- Wyposażony (2009–) jako Vera–Joan Skagle